# Male (Białoruś)
Male (biał. Малі, Mali; ros. Мали, Mali) – agromiasteczko na Białorusi, w obwodzie grodzieńskim, w rejonie ostrowieckim, w sielsowiecie Gudogaje, przy drodze republikańskiej R48. Od południa graniczą z Ostrowcem.
Współcześnie w skład miejscowości wchodzi także dawny zaścianek Bukieliszki.

## Historia
Pod zaborami nazwę Male nosiły wieś i folwark, w II Rzeczypospolitej wieś, majątek ziemski i kolonia. Istniał wówczas także folwark Nowe Male.
Bukieliszki zarówno pod zaborami jak i w II Rzeczypospolitej były zaściankiem.

### Przynależność administracyjna
W XIX i w początkach XX w. położone były w Rosji, w guberni wileńskiej. Male w powiecie wileńskim, Bukieliszki natomiast w powiecie oszmiańskim, w gminie Polany. Po I wojnie światowej pod administracją polską, w Zarządzie Cywilnym Ziem Wschodnich. W latach 1920–1922 w składzie Litwy Środkowej.
Od 11 kwietnia 1922 Male i Bukieliszki leżały w Polsce, w województwie wileńskim, w powiecie wileńsko-trockim, w gminie Worniany.
Po II wojnie światowej w granicach Związku Sowieckiego. Od 1991 w niepodległej Białorusi.